# Lucas Rosa
Lucas Oliveira Rosa (Ribeirão Preto, 3 de abril de 2000) es un futbolista brasileño que juega como lateral derecho en el Ajax de Ámsterdam de la Eredivisie.

## Trayectoria
Nacido en Ribeirão Preto, comienza a jugar al fútbol en el Vale Sports, Taubaté y Palmeiras. En abril de 2018 firma por la Juventus de Turín para jugar en su fútbol base, debutando con el filial el 30 de marzo de 2019 al entrar como suplente en la segunda mitad en una derrota por 4-0 frente a la Unione Sportiva Piostoiese en la Serie C.
El 27 de mayo de 2021 firma por el Real Valladolid para jugar en su filial en la Primera Federación. Disputó 22 partidos en los que marcó un gol y dio una asistencia.
La temporada 2022-23 comenzó en el filial pero logra debutar con el primer equipo el 19 de octubre de 2022 al partir como titular en una victoria por 4-1 frente al Celta de Vigo en la Primera División. Las bajas en su posición y sus buenos partidos hicieron que acabara la temporada disputando 20 partidos, en los que dio una asistencia de gol.
A partir de la temporada 2023-24 forma parte de la primera plantilla del Real Valladolid C. F., que jugó en Segunda División de España tras descender de categoría la temporada anterior. Su dorsal fue el 22.
El 4 de febrero de 2025 fue traspasado al Ajax de Ámsterdam de la Eredivisie.

## Clubes
Actualizado al último partido disputado el 1 de febrero de 2025.
| Club                     | País          | Año           | Partidos | Goles |
| ------------------------ | ------------- | ------------- | -------- | ----- |
| Juventus de Turín "B"    | Italia        | 2019-2021     | 35       | 0     |
| Real Valladolid Promesas | España        | 2021-2023     | 25       | 1     |
| Real Valladolid C. F.    | España        | 2022-2025     | 80       | 1     |
| Ajax de Ámsterdam        | Países Bajos  | 2025-Act.     |          |       |
| Total carrera            | Total carrera | Total carrera | 140      | 2     |

## Palmarés

### Títulos nacionales
| Título                 | Club                  | País   | Año  |
| ---------------------- | --------------------- | ------ | ---- |
| Copa de Italia Serie C | Juventus de Turín "B" | Italia | 2020 |